# Rosenborg-stil
Rosenborg-stil eller Christian IV-stil var en arkitekturstil i Danmark 1860-1900. Den var fremtrædende i Danmark under  historicismen. Den er en efterligning af  hollandske renæssancestil, som kong Christian IV havde stor forkærlighed for og brugte på  Børsen og slottene Rosenborg og Frederiksborg. Den har facader i rød blankmur med sandstensindfatninger omkring vinduer, gesimser og volutgavle. Tårnene er ofte ottekantede og afsluttes med et kobberspir. I 1800-tallet blev den dyre sandsten ofte erstattet med efterligninger støbt i cement. 
Baggrunden for dens store udbredelse var blandt andet den opmærksomhed, som stilen fik ved arkitekt Ferdinand Meldahls genopførelse af Frederiksborg Slot efter branden i 1859. Han forestod ligeledes ombygningen af Frijsenborg Slot, der er det fornemste eksempel på 1800-tallets Rosenborg-stil. Stilen var især brugt ved hovedbygninger på herregårde, rådhuse og andre offentlige bygninger. I København kan nævnes det tidligere Kunstindustrimuseum, i dag kendt som H.C. Andersen Slottet ved Tivoli.

## Væsentlige eksponenter for stilen
- August Klein
- Vilhelm Klein
- Ferdinand Meldahl
- C.V. Nielsen
- Philip Smidth
- Hans Christian Zeltner